# كوباكابانا (أغنية)

كوباكابانا (بالإنجليزية: Copacabana) تُعرف أيضًا باسم «كوباكابانا (في كوبا)» (Copacabana (At the Copa، وهي أغنية سجلها باري مانيلو. كتبها مانيلو وجاك فيلدمان وبروس سوسمان، وصدرت في عام 1978 باعتبارها الأغنية المنفردة الثالثة والأخيرة من ألبوم الاستوديو الخامس لمانيلو «حتى الآن Even Now» لعام 1978.

## خلفية الأغنية
كانت الأغنية مستوحاة من محادثة بين مانيلو وسوسمان في فندق كوباكابانا في ريو دي جانيرو، عندما ناقشا ما إذا كانت هناك أغنية تسمى «كوباكابانا». اقترح مانيلو بعد عودته إلى الولايات المتحدة، (كان مانيلو في ستينيات القرن الماضي، زائرًا منتظمًا لملهى كوباكابانا الليلي في مدينة نيويورك) أن يكتب سوسمان وفيلدمان كلمات أغنية تروي أحداث قصة له. فعلوا ذلك، وقدم مانيلو الموسيقى. تشير كلمات الأغنية إلى ملهى كوباكابانا الليلي، «المكان الأكثر سخونة شمال هافانا». بدأت القصة في أواخر الأربعينيات من القرن الماضي، وركزت على لولا، فتاة استعراض في كوباكابانا، وحبيبها توني، نادل في النادي الليلي (يعمل من الثامنة إلى الرابعة حسب المغنية). يأتي رجل عصابات ذات ليلة، يُدعى ريكو يعشق لولا، لكنه يبالغ في ذلك، وأثناء محاولته إغواءها، يهاجمها توني ويحدث شجار وتتطاير اللكمات، وتتحطم الكراسي، ويسمع طلقة نارية واحدة، وسرعان ما يتضح أن لولا «فقدت حبها». بعد ثلاثين عامًا، يتحول النادي الليلي إلى ديسكوتيك، وأصبحت لولا سكيرة، غاضبة وحزينة لفقدانها توني، ولا تزال تقضي لياليها في كوباكابانا مرتدية ملابسها الفاتنة، ولكنها فقدت شبابها وفقدت توني، والآن فقدت عقلها.

## استقبال الأغنية
ظهرت «كوباكابانا» لأول مرة في قائمة أفضل 40 أغنية حسب مجلة البيلبورد في 7 يوليو 1978، وبلغت ذروتها في المرتبة الثامنة، كما وصلت إلى المراكز العشرة الأولى في بلجيكا وكندا وفرنسا وهولندا. الأغنية هي ثالث أعظم أغنية لمانيلو دوليًا، وهي أول أغنية ذهبية له، بالإضافة إلى ذلك، حازت الأغنية على جائزة جرامي الأولى والوحيدة لمانيلو لأفضل أداء صوتي بوب للرجال في فبراير 1979. أصدر مانيلو نسخة إسبانية من الأغنية بعد وقت قصير من إصدار النسخة الإنجليزية، وبالرغم من شعبيتها في نوادي الرقص التي تلبي احتياجات الجماهير اللاتينية، إلا أن النسخة الإسبانية فشلت على قوائم البيلبورد.
أعاد مانيلو تسجيل الأغنية، هذه المرة بنسخة صوتية، لألبومه عام 2008 «أغاني السبعينيات الرائعة The Greatest Songs of the Seventies»، مع تعديل في الكلمات وعدم الإشارة إلى مرور ثلاثين عامًا، والإشارة فقط إلى مرور (سنوات عديدة).

## فيلم موسيقي تلفزيوني
قام مانيلو ومعاونوه بروس سوسمان وجاك فيلدمان في عام 1985، بتعديل الأغنية إلى أغنية مطولة، مُصممة للتلفزيون، تسمى أيضًا كوباكابانا، وكتابة العديد من الأغاني الإضافية وتوسيع الحبكة التي تعرضها الأغنية. تم بعد ذلك اطالة هذه النسخة السينمائية إلى مسرحية موسيقية كاملة الطول، من فصلين، بعنوان كوباكابانا، والتي عُرضت في مسرح أمير ويلز في ويست إند بلندن لمدة عامين قبل جولة طويلة في المملكة المتحدة. تم لاحقًا عمل إنتاج مسرحي أمريكي وجولة في الولايات المتحدة لأكثر من عام. منذ ذلك الحين عرض أكثر من 200 إنتاج من العرض في جميع أنحاء العالم.

## نسخ مختلفة للأغنية
قام عدد 82 فنان بأداء «كوباكابانا».
قام جيمس لاست بتسجيل «كوباكابانا» لألبومه عام 1979 «كوباكابانا – الرقص السعيد Happy Dancing».
أصدرت شيرلي باسي نسختها من «كوباكابانا» على الجانب الآخر من أغنيتها المنفردة عام 1979 «هذه هي حياتي This Is My Life»، كما قامت بأدائها على شاشة التلفزيون في عرض شيرلي باسي The Shirley Bassey Show مع أزياء وتصميم رقصات متقنة في عام 1979.
سجل الوندال The Vandals محاكاة ساخرة لأغنية «كوباكابانا» بعنوان «داخاو كابانا The Dachau Cabana» في عام 1985.
سجلت أماندا لير Amanda Lear نسختها من «كوباكابانا» عام 2005 وأصدرتها كأغنية منفردة.
أدت كايلي مينوغ الأغنية في جولتها عام 2008.

## كلمات الأغنية
كان اسمها لولا، كانت راقصة Her name was Lola, she was a showgirl
مع ريش أصفر في شعرها وفستان مقصوص إلى هنا With yellow feathers in her hair and a dress cut down to there
كانت ترقص المارينجي وتؤدي التشا تشا She would merengue and do the cha-cha
بينما كانت تحاول أن تكون نجمة And while she tried to be a star
كان توني يعمل بالحانة Tony always tended bar
عبر الطريق الصعب، كانوا يعملون من الساعة 8 حتى 4 Across the crowded floor, they worked from 8 'til 4
كانوا صغارًا وكانوا مع بعضهم البعض They were young and they had each other
من يمكن أن يطلب أكثر من ذلك؟ Who could ask for more
في كوبا، كوباكابانا At the Copa, Copacabana
المنطقة الأكثر سخونة شمال هافانا The hottest spot north of Havana
في كوبا، كوباكابانا At the Copa, Copacabana
كانت الموسيقى والعاطفة هي الموضة دائمًا Music and passion were always the fashion
في كوبا.. وقعوا في الحب At the copa… they fell in love
كان اسمه ريكو His name was Rico
كان يرتدي الماس He wore a diamond
رافقوه إلى كرسيه، ورأى لولا ترقص هناك He was escorted to his chair, he saw Lola dancing there
وعندما انتهت، دعاها And when she finished, he called her over
لكن ريكو تمادى كثيرًا بعض الشيء But Rico went a bit too far
أسرع توني عبر الحانة Tony sailed across the bar
ثم تطايرت اللكمات وتحطمت الكراسي إلى قطع And then the punches flew and chairs were smashed in two
كانت هناك دماء ورصاصة واحدة There was blood and a single gun shot
لكن فقط.. من أطلق النار على من؟ But just who shot who
في كوبا، كوباكابانا... At the Copa, Copacabana
في كوبا.. فقدت حبها At the Copa... she lost her love
اسمها لولا، كانت راقصة Her name is Lola, she was a showgirl
لكن كان ذلك قبل 30 عامًا، عندما كان لديهم عرض مسرحي But that was 30 years ago, when they used to have a show
الآن هو ديسكو، لكن ليس للولا Now it's a disco, but not for Lola
لا تزال في الفستان الذي كانت ترتديه Still in the dress she used to wear
ريش باهت في شعرها Faded feathers in her hair
تجلس هناك كما كانت، وتشرب وهي نصف عمياء She sits there so refined, and drinks herself half-blind
فقدت شبابها وفقدت توني She lost her youth and she lost her Tony
والآن فقدت عقلها Now she's lost her mind
في كوبا، كوباكابانا... At the Copa, Copacabana
في كوبا.. لا تقع في الحب At the Copa… don't fall in love
لا تقع في الحب Don't fall in love

## وصلات خارجية
https://www.youtube.com/watch?v=cSbQG9oQMrI كوباكابانا (أغنية)
https://www.songfacts.com/facts/barry-manilow/copacabana-at-the-copa كوباكابانا (أغنية)